# Archaeopteris

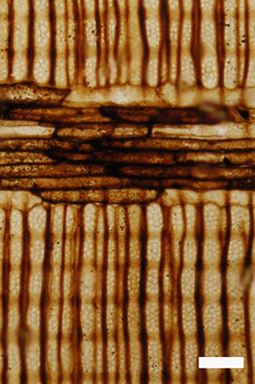
Taglio radiale in scala=0,1mm di legno di Archaeopteris (Callixylon)

L'archeopteride (gen. Archaeopteris) è una pianta estinta appartenente alle progimnosperme. Visse nel corso del Devoniano (380-360 milioni di anni fa) e aveva una distribuzione mondiale. Fu uno dei primi alberi comparsi sulla Terra.

## Descrizione
Questa pianta terrestre fu una delle prime a raggiungere dimensioni considerevoli: si stima che l'altezza media degli esemplari appartenenti a questo genere potesse superare i dieci metri. Le dimensioni, in ogni caso, erano molto variabili. Le fronde assomigliavano a quelle di alcune conifere, ed erano dotate di un asse intorno al quale i germogli erano disposti sui lati opposti di un singolo piano. Le foglie erano cuneiformi e spesso si sovrapponevano fra loro; sui rami fertili erano sostituite da capsule che racchiudevano le spore.

## Habitat
Tipico dei terreni boscosi alluvionali, questo genere era piuttosto diffuso nel corso del Devoniano. L'archeopteride è considerata uno dei più antichi alberi comparsi sul pianeta, di poco posteriore ad altre forme come Pseudosporochnus, vissuto qualche milione di anni prima e di dimensioni minori, e Wattieza, i cui fossili descritti nel 2007 hanno dimostrato l'esistenza di foreste ancora più antiche.

## Classificazione
L'archeopteride fa parte delle progimnosperme, un gruppo di piante primitivie, vissute tra il Devoniano e il Carbonifero, considerate fra le prime a possedere tessuti vascolari secondari (il legno) e forse antenate delle successive piante con semi. Tra le progimnosperme più primitive, probabilmente ancestrali ad Archaeopteris, da ricordare Tetraxylopteris e Aneurophyton.